# کیم جه جونگ
کیم جه جونگ ( کره‌ای: 김재중، ژاپنی:ジェジュン در ۲۶ ژانویه ۱۹۸۶ با نام هان جه جون به دنیا آمد) که همچنین با اسم «قهرمان» بر روی صحنه شناخته می‌شود یک خواننده، بازیگر، آهنگ ساز و کارگردان است.
به عنوان بهترین عضو جی‌وای‌جی گروه پاپ کره‌ای و یکی از اعضای اصلی TVXQ شناخته می‌شود و در زمینه بازی سریال‌های مانند "Sunao ni Narenakute"و «حمایت از رئیس» و در فیلم «پستچی بهشت» را نقش ایفا کرده‌است. او همچنین کارگردان اجرایی «تور جهانی۲۰۱۱ JYJ» و "LG Whisen Rhythmic All Stars ۲۰۱۱" بوده‌است.

## اوایل زندگی
جه جونگ با نام هان جه جون در شهر گونگجو، استان چونگ چانگنام کره جنوبی به دنیا آمده‌است. در کودکی از مادر اصلی اش به فرزند خواندگی، به خانواده کیم سپرده شد به همین سبب نام او به کیم جه جونگ تغییر پیدا کرد. زمانی که او پانزده ساله بود به تنهایی به سئول نقل مکان کرد تا در آزمون هنرپیشگی شرکت سرگرمی SM شرکت کند. زندگی در سئول به خاطر اوضاع مالی اش بسیار سخت بود و او مجبور بود تا برای پرداخت هزینه غذا، پوشاک و آموزش، به کارهای نیمه وقت بپردازد.

## زندگی کاری

### TVXQ
جه جونگ در آزمون هنرپیشگی شرکت سرگرمی SM در سال ۲۰۱۰ شرکت کرد و در آزمون قبول شد. از سال ۲۰۰۳ تا ۲۰۱۰ در گروه کره‌ای TVXQ که در کره با نام «دونگ بانگ شین کی» و در ژاپن با نام «توهوشینکی» شناخته می‌شود فعالیت داشت. بعد از جدایی این گروه در اوایل سال ۲۰۱۰ او با دو نفر دیگر از اعضای گروه TVXQ، پارک یوچون و کیم جونسو یک گروه سه نفر جدید را با نام جی‌وای‌جی تشکیل دادند که در ابتدا در ژاپن با نام جونسو/جه جونگ/یوچون شناخته می‌شد.

### جی‌وای‌جی
شروع ژاپنی فعالیت جی‌وای‌جی با آلبوم "...The " بود و اولین DVD کنسرت توکیو آن‌ها با نام «Thanksgiving Live in Dome» که هر دو در نمودار Oricon اول شدند. شروع طلایی گروه با آلبوم «The Beginning» بود که در اکتبر ۲۰۱۰ منتشر شد. جی‌وای‌جی در ژانویه ۲۰۱۱ با کمپانی دیگری آلبومی به شکل Music Essay (زندگی به سبک موسیقی) را با نام " Their Rooms, Our Story " منتشر کردند. همچنین جی‌وای‌جی دومین آلبوم گروه و اولین آلبوم کره‌ای خود را با نام "In Heaven " در ۲۸ سپتامبر ۲۰۱۱ منتشر کردند.

### تک خوانی و آهنگ سازی
جه جونگ در قسمتی از آهنگ‌های تی وی ایکس کیو و جی‌وای‌جی به عنوان خواننده فعالیت داشته. او آهنگ "اینساً را برای سریال «عشق اول یک میلیونر» خواند و با کمپانی «گریس» برای ورژن ژاپنی آهنگ «فقط برای یک روز» همکاری داشت که در پنجمین آلبوم ژاپنی و اولین آلبوم تی وی ایکس کیو «گریس فول ۴» منتشر شد. جیجونگ همچنین آهنگ"ماز (پیچ و خم)" را برای پنجمین و آخرین آلبوم تکی پروژه"تریک"با نام " ماز/ کلمه کلیدی"خواند. او آهنگ "واسوریناید" را برای بیست و پنجمین آلبوم تکی «آسمان عزیز را ببوس» نوشت و آهنگسازی کرد که همچنین با آهنگ‌های "۹۰۹۵"و"۹۰۹۶" (که آن‌ها هم توسط جه جونگ آهنگسازی شده بود) در چهارمین آلبوم ژاپنی"رمزِ سّری" تی وی ایکس کیو قرار گرفت. آهنگ «فراموش نکنید» در ژاپن برای تبلیغ تلویزیونی کرم پوست مورد استفاده قرار گرفت.
در ۳۰ دسامبر ۲۰۰۹ میکی و جه جونگ آهنگ «رنگ ها/ ملودی و هارمونی» را به تنهایی آهنگسازی کردند که برای ۳۵ سالگرد «سلام کیتی (همون هلو کیتی معروف)» به عنوان کلیپ تصویری از آن استفاده شد. آن‌ها همچنین در «بزرگداشت ام فلو» با خواندن آهنگ «خیلی وقت پیش» شرکت داشتند. جه جونگ آهنگ «عشق» را برای فیلم «پستچی بهشت» خواند که خودش نیز در این فیلم نقش بازیگر اصلی را ایفا می‌کرد. او همچنین آهنگ «در جستجوی تو» و «برای تو جدایی، برای من انتظار» را برای سریال تلویزیونی «رسوایی سونگ کیون کوان» خواند.
برای سریال " زمان اشتباه دکتر جین" که خود در ان نقش آفرینی می‌کند ترانه "زندگی مثل یک رویا " را خواند

### آهنگسازی و ترانه‌سرایی
| نقش                                              | آهنگ                                                                      | زبان    | آلبوم                                                                 |
| ------------------------------------------------ | ------------------------------------------------------------------------- | ------- | --------------------------------------------------------------------- |
| آهنگ‌ساز، ترانه‌سرا                                | Don't Cry My Lover                                                        | کره‌ای   | DBSK_چهارمین آلبوم Mirotic                                            |
| آهنگسازی بهمراه یوچون                            | Kiss したまま、さよなら (Kiss Shita Mama Sayonara; As We Kissed, Goodbye) | ژاپنی   | سومین آلبوم توهوشین کی –T                                             |
| آهنگ‌ساز، ترانه‌سرا                                | 忘れないで (Wasurenaide; Don’t Forget)                                    | ژاپنی   | The Secret Code – چهارمین آلبوم توهوشینکی                             |
| آهنگ‌ساز، ترانه‌سرا، مرتب کننده، نوازنده همه سازها | ۹۰۹۵                                                                      | ژاپنی   | The Secret Code – چهارمین آلبوم توهوشینکی                             |
| آهنگ‌ساز، ترانه‌سرا، مرتب کننده، نوازنده همه سازها | ۹۰۹۶                                                                      | ژاپنی   | The Secret Code – چهارمین آلبوم توهوشینکی                             |
| آهنگ‌ساز، مرتب کننده                              | Colors~Melody and Harmony~                                                | ژاپنی   | Colors (Melody and Harmony)/Shelter از جه جونگ و یوچون گروه توهوشینکی |
| آهنگ ساز، مرتب کننده برنامه‌ریز                   | Shelter                                                                   | ژاپنی   | Colors (Melody and Harmony)/Shelterاز جه جونگ و یوچون گروه توهوشینکی  |
| آهنگساز                                          | Still in Love                                                             | انگلیسی | The Beginning توسط جی‌وای‌جی                                            |
| آهنگ ساز، ترانه‌سرا، مرتب کننده                   | Nine                                                                      | کره‌ای   | Their Rooms "Our Story» (우리 이야기 «Our Story») توسط JYJ            |
| آهنگ ساز، ترانه‌سرا، مرتب کننده                   | Pierrot                                                                   | کره‌ای   | Their Rooms "Our Story» (우리 이야기 «Our Story») توسط JYJ            |
| آهنگ ساز، ترانه‌سرا                               | I.D.S.                                                                    | کره‌ای   | Their Rooms "Our Story» (우리 이야기 «Our Story») توسط JYJ            |
| ترانه‌سرا                                         | Boy’s Letter                                                              | کره‌ای   | In Heaven توسط JYJ                                                    |
| آهنگ ساز، ترانه‌سرا، مرتب کننده                   | Get Out                                                                   | کره‌ای   | In Heaven توسط JYJ                                                    |
| آهنگ ساز، ترانه‌سرا                               | In Heaven                                                                 | کره‌ای   | In Heaven توسط JYJ                                                    |

### بازیگری
جه جونگ قبل از شروع فعالیت به عنوان خواننده در نقش فرعی یک سرباز در فیلم «تاگوکی» بازی کرد. و به همراه دیگر اعضای تی وی ایکس کیو در فیلم «تعطیلات» و تئاتر «بانجون» بازی داشت. در نوامبر ۲۰۰۹ جه جونگ با «هان هیو جو» در تله فیلم کره‌ای- ژاپنی «پستچی بهشت» در نقش «شین جه جون» جوانی که کمک می‌کند تا روح‌هایی که در برزخ مانده‌اند خواسته‌هایشان را به زمین برسانند، بازی کرد. او همچنین در سریال ژاپنی «سخته بگم دوستت دارم» در نقش دکتری که با خواهرش از کره به ژاپن نقل مکان کرده و برای یک کارخانه ساخت لوازم پزشکی کار می‌کند، بازی کرد.
در سال ۲۰۱۱ او اولین سریال تلویزیونی خود را در کره خود را با نام با «حمایت از رئیس» بهمراه «چوی کانگ هی» و «جی سونگ» بازی کرد. او نقش یک رئیس موفق به نام «چا مو وون» را داشت که به خاطر هوش بالایش در تجارت لقب «شاهزادهٔ دنیا تجارت» را گرفته بود، که کم‌کم شروع به جنگیدن با اجبارها و مقررات زندگی اش می‌کند.
جه جونگ همچنین در سال ۲۰۱۱ در کلیپ «شکوفه» با آیومی هاماساکی بازی کرد.
در سال ۲۰۱۲ در دومین سریال خود، سریال تاریخی «زمان اشتباه دکتر جین» در نقش افسر کیم کیونگ تاک بازی کرد.

### کارگردانی
جه جونگ به عنوان کارگردان اصلی در قسمت آسیایی تور جهانی ۲۰۱۱ جی‌وای‌جی فعالیت داشت؛ و همین‌طور در تیم کارگردانی LG Whisen Rhythmic All Stars"" سال ۲۰۱۱ نیز شرکت کرد.

## زندگی شخصی

### صدمه دیدگی
در سپتامبر ۲۰۰۵ زمانی که گروه در حال اجرای آهنگ «Rising Sun» بودند، غضروف زانوی جیجونگ می‌شکند و به بیمارستانی در سئول برده می‌شود، او همان روز برای معالجه زیر عمل جراحی می‌رود.

### محرومیت
در ۷ آوریل ۲۰۰۶ در ساعت ۱:۲۰ نیمه شب جه جونگ در مسیر بازگشت از هتل رنسانس به خانه‌اش از اتومبیل پدر دوستش، توسط یک افسر پلیس بیرون کشیده شده و آزمون تنفس از او گرفته می‌شود. میزان مصرف الکل او ۰٫۰۷۱٪ اندازه‌گیری شده و پس از گذراندن ۲۰ دقیقه در ایستگاه پلیس آزاد می‌شود. براساس قوانین تخلفات راهنمایی و رانندگی، جه جونگ موقتاً از همهٔ فعالیت‌های TVXQ محروم و گذرنامه او برای ۱۰۰ روز گرفته شد.

### جنگ بر سر نگهداری
در ۲۱ نوامبر ۲۰۰۶ مردی با نام خانوادگی «هان» پرونده‌ای را برای طرح دعوی در دادگاه علیه والدین جه جونگ مطرح کرد. او ادعا کرد که پدر خونی جه جونگ است و در آخر خواهان حقوق والدین از آن‌ها شد.
«هان» دلیل طرح دعوی در دادگاه علیه قیمین جه جونگ را این موضوع ذکر کرد که: روش‌های درست قانونی برای دادن جه جونگ به قیم‌هایش انجام نگرفته‌است. او مادر خونی جه جونگ را در اواخر دهه ۱۹۸۰ طلاق داده و از حقوق نگهداری از فرزندش صرفنظر کرد و فرزندش را تحت حضانت خانم هان – مادر جه جونگ- ترک کرده بود. اما او چند سال بعد فهمید که جه جونگ توسط سرپرستی شخص دیگری و نه مادر اصلی اش بزرگ می‌شود. به همین سبب قرار شد برای اثبات ادعای آقای هان یک آزمایش DNA از جه جونگ گرفته شود. سرانجام بسیاری از مشاوران حقوقی اظهار داشتند که چون قوانین فرزندخواندگی به درستی و بر اساس قوانین برابری انجام شده، هیچ تغییر قانونی صرف نظر از نتیجه انجام نمی‌گیرد.
اولین گزارش در تاریخ ۲۹ نوامبر سال ۲۰۰۶ در زادگاه جه جونگ، گونگجو منتشر شد. اما در ۲۲ نوامبر «هان» حقوق درخواستی خود را در برابر قیم‌های جه جونگ کم کرد و گفت که او در اصل فقط می‌خواسته اقدامی برای حل مشکلات سربازی پسر خود انجام دهد. او پس از اطلاعیه وزارت امور ارتش دو تابعیتی بودن پسر خود را متوجه می‌شود و طرح این دعوی ثابت می‌کند که او پدر حقیقی
جه جونگ است. هان ابراز می‌کند که تصمیم ندارد تا قصدش به یک رسوایی منجر شود و از اینکه بنظر برسد او می‌خواهد از شهرت جه جونگ سوء استفاده کند می‌ترسد. در واکنش به این موضوع جه جونگ نوشته‌ای را در وب سایت کلوپ هواداران رسمی اش منتشر می‌کند و می‌گوید که او متوجه شده که در دومین یا سومین سال‌های زندگی اش از والدین اصلی اش جدا شده و این نسبتاً شوک بزرگی برای اوست. با پشتیبانی مادر کنونی اش، مادر اصلی او می‌تواند با او در ارتباط باشد و گاهی او را ملاقات کند اما محل اختفای پدرش هنوز ناشناخته‌است.
او با خوشحالی بیان کرد که با نام «کیم جه جونگ» و نه نام اصلی خود «هان جه جون» زندگی خواهد کرد و قول داده‌است تا به هر چهار نفر از دو خانوادهٔ خود وفادار باشد.

## فیلم‌شناسی

### فیلم
| سال  | عنوان           | نقش        | توضیحات    | منابع |
| ---- | --------------- | ---------- | ---------- | ----- |
| ۲۰۰۴ | تگوکی           | سیاهی لشکر |            |       |
| ۲۰۰۹ | پستچی بهشت      | شین جه جون |            |       |
| ۲۰۱۲ | شغال می‌آید      | چوی هیون   |            |       |
| ۲۰۲۱ | جه‌جونگ: در جاده | خودش       | فیلم مستند | [ ۱ ] |

### مجموعه تلویزیونی
| سال  | عنوان                | نقش                         | توضیحات    | منابع |
| ---- | -------------------- | --------------------------- | ---------- | ----- |
| ۲۰۱۰ | سونائو نی ناره‌ناکوته | پارک سون سو / دکتر          | درام ژاپنی |       |
| ۲۰۱۱ | مراقب رئیس باش       | چا مو وون                   |            |       |
| ۲۰۱۲ | دکتر جین             | کیم کیونگ تاک               |            |       |
| ۲۰۱۴ | مثلث                 | جانگ دونگ چول / هو یونگ دال |            |       |
| ۲۰۱۵ | جاسوس                | کیم سون وو                  |            |       |
| ۲۰۱۷ | منهول                | بونگ پیل                    |            |       |
| ۲۰۲۳ | Bad Memory Eraser    | لی گون                      |            |       |

### ورایتی شو
| سال     | عنوان                      | نقش               | توضیحات            | منابع |
| ------- | -------------------------- | ----------------- | ------------------ | ----- |
| ۲۰۱۳    | باغ‌وحش زنده است ۲          | راوی              |                    | [ ۲ ] |
| ۲۰۱۷–۱۸ | فوتو پیپل                  | عضو گروه بازیگران | فصل ۱–۲            |       |
| ۲۰۱۹    | طعم عشق                    | پنلیست            | فصل ۲              |       |
| ۲۰۲۰    | ジェジュンＪ! (جه‌جونگ جی!) | مجری              |                    |       |
| ۲۰۲۰–۲۱ | دوستان سفر                 | مجری              | فصل ۱–۲            |       |
| ۲۰۲۱    | هالیو ایکه کوپ             | عضو گروه بازیگران | همراه تاکویا ترادا | [ ۳ ] |
| ۲۰۲۱    | فروشگاه دهکده              | عضو گروه بازیگران |                    | [ ۴ ] |
| ۲۰۲۲    | هوپ تی‌وی                   | مجری ویژه         | قسمت ۵–۶           | [ ۵ ] |

### موزیک ویدئو
| سال  | آهنگ      | هنرمند         |
| ---- | --------- | -------------- |
| ۲۰۰۹ | «Call Me» | ته‌گون          |
| ۲۰۱۰ | «Blossom» | آیومی هاماساکی |

## جوایز
- دومین سالگرد بهترین مسابقه شرکت SM - نفر اول به عنوان بهترین چهره
- چهاردهمین سالگرد Nikkan Sports Drama Grand Prix""- بهترین بازیگر حمایت شونده برای فصل بهار
- «Spring Drama ☆ AWARD ۲۰۱۰» برای نمودار Oricon- جالب توجه‌ترین بازیگر سریال‌های بهاری
- بیست و هفتمین سالگرد جوایز سالگرد جین: بهترین جین پوش مرد- نفر سوم
- سالگرد جشنواره بهترین جشن در توییتر ۲۰۱۱- اولین نفر و برنده جایزه Celebrity Shorty Awards
- جشنواره SBS Drama Awards""سال ۲۰۱۱- بهترین بازیگر تازه‌وارد برای سریال حمایت از رئیس
- انجمن فیلیپینی کی پاپ سال ۲۰۱۰- دومین نفر به عنوان جذابترین مدل مرد
- انجمن فیلیپینی کی پاپ سال ۲۰۱۱- سومین نفر به عنوان جذابترین مدل مرد